# Campionati mondiali di sollevamento pesi 2023
I Campionati mondiali di sollevamento pesi 2023 sono stati l'88ª edizione maschile e la 31ª femminile della manifestazione e si sono svolti a Riad, in Arabia Saudita, dal 4 al 17 settembre 2023 alla Green Hall del Prince Faisal bin Fahad Olympic Complex.
Per dieci categorie di peso, cinque maschili e cinque femminili, l'evento è stato anche designato come penultimo torneo di qualificazione per i Giochi della XXXIII Olimpiade di Parigi del 2024. prima della IWF World Cup che si è poi svolta nell'aprile 2024 a Phuket in Thailandia.

## Titoli in palio
Per il quinto anno si assegnano 20 titoli mondiali, 10 maschili e 10 femminili. In neretto sono indicate le 10 categorie (5 maschili e 5 femminili) valide come torneo di qualificazione per i Giochi olimpici di Parigi 2024.
Categorie maschili
| Categoria            | Eventi         | Atl. | Gr. |
| -------------------- | -------------- | ---- | --- |
| Pesi mosca           | Fino a 55 kg   | 19   | 2   |
| Pesi gallo           | Fino a 61 kg   | 44   | 4   |
| Pesi piuma           | Fino a 67 kg   | 26   | 2   |
| Pesi leggeri         | Fino a 73 kg   | 44   | 4   |
| Pesi medi            | Fino a 81 kg   | 32   | 3   |
| Pesi massimi leggeri | Fino a 89 kg   | 56   | 5   |
| Pesi mediomassimi    | Fino a 96 kg   | 29   | 3   |
| Pesi massimi primi   | Fino a 102 kg  | 50   | 4   |
| Pesi massimi         | Fino a 109 kg  | 22   | 2   |
| Pesi supermassimi    | Oltre i 109 kg | 43   | 4   |

Categorie femminili
| Categoria            | Eventi          | Atl. | Gr. |
| -------------------- | --------------- | ---- | --- |
| Pesi mosca           | Fino a 45 kg    | 12   | 1   |
| Pesi gallo           | Fino a 49 kg    | 43   | 4   |
| Pesi piuma           | Fino a 55 kg    | 31   | 3   |
| Pesi leggeri         | Fino a 59 kg    | 54   | 5   |
| Pesi medi            | Fino a 64 kg    | 46   | 4   |
| Pesi massimi leggeri | Fino a 71 kg    | 56   | 5   |
| Pesi mediomassimi    | Fino a 76 kg    | 31   | 3   |
| Pesi massimi primi   | Fino a 81 kg    | 37   | 3   |
| Pesi massimi         | Fino a 87 kg    | 18   | 2   |
| Pesi supermassimi    | Oltre gli 87 kg | 26   | 3   |

## Calendario
Le 20 gare, ciascuna suddivisa in gruppi da uno a cinque, sono distribuite su 14 giorni di gara. In origine, i campionati dovevano partire il 2 settembre, ma in seguito le date furono leggermente posticipate e la cerimonia di apertura si è tenuta il 3 settembre. Il 12 settembre 2023, unica giornata nella quale non si sono assegnati titoli, si è svolto il Congresso annuale della IWF.
Nella tabella seguente il quadrato completamente blu si riferisce alla giornata delle eliminatorie dei gruppi per ciascuna categoria, mentre i quadrati blu col pallino nero si riferiscono alle giornate delle finali per le assegnazioni delle medaglie.
| Giorno→ Categoria ↓ | Lu 04 | Ma 05 | Me 06 | Gi 07 | Ve 08 | Sa 09 | Do 10 | Lu 11 | Ma 12 | Me 13 | Gi 14 | Ve 15 | Sa 16 | Do 17 |
| ------------------- | ----- | ----- | ----- | ----- | ----- | ----- | ----- | ----- | ----- | ----- | ----- | ----- | ----- | ----- |
| 55 kg               |       | ●     |       |       |       |       |       |       |       |       |       |       |       |       |
| 61 kg               |       |       | ●     |       |       |       |       |       |       |       |       |       |       |       |
| 67 kg               |       |       |       | ●     |       |       |       |       |       |       |       |       |       |       |
| 73 kg               |       |       |       |       |       | ●     |       |       |       |       |       |       |       |       |
| 81 kg               |       |       |       |       |       |       |       | ●     |       |       |       |       |       |       |
| 89 kg               |       |       |       |       |       |       |       | ●     |       |       |       |       |       |       |
| 96 kg               |       |       |       |       |       |       |       |       |       | ●     |       |       |       |       |
| 102 kg              |       |       |       |       |       |       |       |       |       |       | ●     |       |       |       |
| 109 kg              |       |       |       |       |       |       |       |       |       |       |       |       | ●     |       |
| +109 kg             |       |       |       |       |       |       |       |       |       |       |       |       |       | ●     |

| Giorno→ Categoria ↓ | Lu 04 | Ma 05 | Me 06 | Gi 07 | Ve 08 | Sa 09 | Do 10 | Lu 11 | Ma 12 | Me 13 | Gi 14 | Ve 15 | Sa 16 | Do 17 |
| ------------------- | ----- | ----- | ----- | ----- | ----- | ----- | ----- | ----- | ----- | ----- | ----- | ----- | ----- | ----- |
| 45 kg               | ●     |       |       |       |       |       |       |       |       |       |       |       |       |       |
| 49 kg               |       | ●     |       |       |       |       |       |       |       |       |       |       |       |       |
| 55 kg               |       |       | ●     |       |       |       |       |       |       |       |       |       |       |       |
| 59 kg               |       |       |       |       | ●     |       |       |       |       |       |       |       |       |       |
| 64 kg               |       |       |       |       |       |       | ●     |       |       |       |       |       |       |       |
| 71 kg               |       |       |       |       |       |       |       |       |       | ●     |       |       |       |       |
| 76 kg               |       |       |       |       |       |       |       |       |       |       | ●     |       |       |       |
| 81 kg               |       |       |       |       |       |       |       |       |       |       |       | ●     |       |       |
| 87 kg               |       |       |       |       |       |       |       |       |       |       |       | ●     |       |       |
| +87 kg              |       |       |       |       |       |       |       |       |       |       |       |       | ●     |       |

## Nazioni partecipanti

### Iscritte
Inizialmente era prevista la partecipazione di circa 1500 atleti per 130 nazioni. Il 29 giugno 2023 viene diffusa la lista degli atleti iscritti ai campionati, che sono 894 (469 uomini e 425 donne, incluse le riserve) rappresentanti di 118 nazioni.
Per la riammissione, avvenuta il 28 marzo 2023, da parte del CIO degli atleti russi e bielorussi nelle gare individuali delle competizioni internazionali senza inno e sotto una bandiera neutrale, implementata dall'IWF, alcuni atleti bielorussi gareggiano con l'acronimo AIN ("Atleti Individuali Neutrali"). Nessun atleta russo ha accettato di partecipare da neutrale e nessuna bandiera è stata utilizzata per la delegazione, neppure quella dell'IWF.
L'11 febbraio 2023 l'IWF approva la creazione della squadra di sollevatori rifugiati, composta da sei atleti (tre uomini e tre donne), indicata con l'acronimo WRT ("Weightlifting Refugees Team"), il nome ufficiale IWF Refugee Team con l'adozione della bandiera dell'IWF e l'esecuzione dell'inno olimpico nelle cerimonie di premiazione.
A causa dell'alto numero dei partecipanti, durante la competizione si utilizzano due piattaforme invece di una.
- Afghanistan  (2)
- Albania  (5)
- Algeria  (4)
- Arabia Saudita  (24)
- Argentina  (2)
- Armenia  (19)
- Atleti Individuali Neutrali (12)
- Australia  (12)
- Austria  (3)
- Azerbaigian  (6)
- Bahrein  (3)
- Bangladesh  (12)
- Belgio  (1)
- Bosnia ed Erzegovina  (2)
- Botswana  (1)
- Brasile  (4)
- Brunei  (2)
- Bulgaria  (13)
- Camerun  (8)
- Canada  (21)
- Cile  (5)
- Cina  (18)
- Colombia  (24)
- Corea del Nord  (16)
- Corea del Sud  (19)
- Croazia  (4)
- Cuba  (7)
- Danimarca  (5)
- Ecuador  (9)
- Egitto  (7)
- Emirati Arabi Uniti  (2)
- Estonia  (3)
- Figi  (1)
- Filippine  (7)
- Finlandia  (5)
- Francia  (9)
- Georgia  (16)
- Germania  (8)
- Ghana  (4)
- Giamaica  (3)
- Giappone  (15)
- Giordania  (1)
- Grecia  (4)
- Guam  (1)
- Guatemala  (6)
- Honduras  (3)
- India  (6)
- Indonesia  (15)
- Iran  (18)
- Iraq  (7)
- Irlanda  (6)
- Islanda  (3)
- Isole Cook  (1)
- Isole Marshall  (1)
- Isole Salomone  (3)
- Israele  (4)
- Italia  (9)
- Kazakistan  (18)
- Kenya  (8)
- Kirghizistan  (5)
- Kiribati  (3)
- Kuwait  (10)
- Lettonia  (4)
- Libano  (2)
- Libia  (2)
- Lituania  (7)
- Lussemburgo  (1)
- Madagascar  (5)
- Malaysia  (2)
- Malta  (1)
- Marocco  (5)
- Mauritius  (1)
- Messico  (24)
- Moldavia  (6)
- Mongolia  (18)
- Nauru  (1)
- Nepal  (5)
- Nigeria  (6)
- Norvegia  (5)
- Nuova Zelanda  (6)
- Oman  (2)
- Paesi Bassi  (5)
- Papua Nuova Guinea  (2)
- Perù  (4)
- Polonia  (10)
- Portogallo  (11)
- Porto Rico  (7)
- Qatar  (1)
- Regno Unito  (11)
- Rep. Ceca  (8)
- Rep. Dominicana  (6)
- Romania  (8)
- Samoa  (7)
- Serbia  (1)
- Sierra Leone  (13)
- Siria  (1)
- Slovacchia  (6)
- Spagna  (19)
- Sri Lanka  (4)
- Stati Uniti  (24)
- Sudafrica  (3)
- Svezia  (4)
- Svizzera  (1)
- Taipei cinese  (20)
- Thailandia  (19)
- Tonga  (1)
- Tunisia  (7)
- Turchia  (16)
- Turkmenistan  (15)
- Tuvalu  (1)
- Ucraina  (11)
- Uganda  (4)
- Ungheria  (2)
- Uzbekistan  (16)
- Vanuatu  (2)
- Venezuela  (18)
- Vietnam  (8)
- IWF Refugee Team (WRT)  (7)
- Yemen  (2)
- Zambia  (11)

### Effettive
Il 25 agosto viene diffusa la lista ufficiale dei partecipanti, che sono complessivamente 719 (365 atleti e 354 atlete) rappresentanti di 117 nazioni. Rispetto alle iscrizioni, si ritirano due nazioni, Lussemburgo e Zambia. La Corea del Nord, iscritta ai campionati nel luglio 2023, venne squalificata nell'ottobre 2023 per non aver consentito l'ingresso nel paese ai controlli antidoping indipendenti.
- Afghanistan  (2)
- Albania  (3)
- Algeria  (4)
- Arabia Saudita  (20)
- Argentina  (1)
- Armenia  (14)
- Atleti Individuali Neutrali (10)
- Australia  (9)
- Austria  (2)
- Azerbaigian  (6)
- Bahrein  (3)
- Bangladesh  (1)
- Belgio  (1)
- Bosnia ed Erzegovina  (2)
- Botswana  (1)
- Brasile  (4)
- Brunei  (2)
- Bulgaria  (10)
- Camerun  (5)
- Canada  (16)
- Cile  (4)
- Cina  (18)
- Colombia  (20)
- Corea del Sud  (19)
- Croazia  (3)
- Cuba  (5)
- Danimarca  (5)
- Ecuador  (9)
- Egitto  (7)
- Emirati Arabi Uniti  (2)
- Estonia  (3)
- Figi  (1)
- Filippine  (7)
- Finlandia  (5)
- Francia  (9)
- Georgia  (11)
- Germania  (7)
- Ghana  (4)
- Giamaica  (2)
- Giappone  (14)
- Giordania  (1)
- Grecia  (4)
- Guam  (1)
- Guatemala  (3)
- Honduras  (3)
- India  (6)
- Indonesia  (15)
- Iran  (16)
- Iraq  (6)
- Irlanda  (6)
- Islanda  (3)
- Isole Cook  (1)
- Isole Marshall  (1)
- Isole Salomone  (1)
- Israele  (4)
- Italia  (9)
- Kazakistan  (12)
- Kenya  (8)
- Kirghizistan  (2)
- Kiribati  (2)
- Kuwait  (8)
- Lettonia  (4)
- Libano  (2)
- Libia  (2)
- Lituania  (6)
- Madagascar  (4)
- Malaysia  (2)
- Malta  (1)
- Marocco  (5)
- Mauritius  (1)
- Messico  (19)
- Moldavia  (4)
- Mongolia  (10)
- Nauru  (1)
- Nepal  (5)
- Nigeria  (6)
- Norvegia  (5)
- Nuova Zelanda  (6)
- Oman  (2)
- Paesi Bassi  (5)
- Papua Nuova Guinea  (2)
- Perù  (4)
- Polonia  (10)
- Portogallo  (10)
- Porto Rico  (5)
- Qatar  (1)
- Regno Unito  (11)
- Rep. Ceca  (6)
- Rep. Dominicana  (5)
- Romania  (8)
- Samoa  (3)
- Serbia  (1)
- Sierra Leone  (1)
- Siria  (1)
- Slovacchia  (6)
- Spagna  (18)
- Sri Lanka  (3)
- Stati Uniti  (20)
- Sudafrica  (3)
- Svezia  (4)
- Svizzera  (1)
- Taipei cinese  (16)
- Thailandia  (16)
- Tonga  (1)
- Tunisia  (5)
- Turchia  (12)
- Turkmenistan  (15)
- Tuvalu  (1)
- Ucraina  (7)
- Uganda  (3)
- Ungheria  (2)
- Uzbekistan  (13)
- Vanuatu  (2)
- Venezuela  (15)
- Vietnam  (7)
- IWF Refugee Team (WRT)  (6)
- Yemen  (2)

## Risultati
Sono stati stabiliti sei record mondiali: due nel totale dell'esercizio, quattro nelle singole specialità. Inoltre, nelle gare maschili dei gallo, dei leggeri, dei pesi massimi primi e dei supermassimi e nella gara femminile dei pesi massimi leggeri sono stati stabiliti quattro record mondiali juniores Under-20.

### Categorie maschili
| Evento                                  | Oro                           | Oro                           | Argento                       | Argento                       | Bronzo                        | Bronzo                        |
| Pesi mosca — 55 kg (Dettagli)           | Pesi mosca — 55 kg (Dettagli) | Pesi mosca — 55 kg (Dettagli) | Pesi mosca — 55 kg (Dettagli) | Pesi mosca — 55 kg (Dettagli) | Pesi mosca — 55 kg (Dettagli) | Pesi mosca — 55 kg (Dettagli) |
| --------------------------------------- | ----------------------------- | ----------------------------- | ----------------------------- | ----------------------------- | ----------------------------- | ----------------------------- |
| Strappo                                 | Lại Gia Thành                 | 123 kg                        | Ngô Sơn Đỉnh                  | 117 kg                        | Thada Somboon-uan             | 116 kg                        |
| Slancio                                 | Lại Gia Thành                 | 146 kg                        | Ngô Sơn Đỉnh                  | 144 kg                        | Natthawat Chomchuen           | 143 kg                        |
| Totale                                  | Lại Gia Thành                 | 269 kg                        | Ngô Sơn Đỉnh                  | 261 kg                        | Natthawat Chomchuen           | 259 kg                        |
| Pesi gallo — 61 kg (Dettagli)           |                               |                               |                               |                               |                               |                               |
| Strappo                                 | Li Fabin                      | 141 kg                        | Sergio Massidda               | 137 kg                        | Shota Mishvelidze             | 136 kg                        |
| Slancio                                 | Hampton Morris                | 168 kg                        | Li Fabin                      | 167 kg                        | Aniq Kasdan                   | 166 kg                        |
| Totale                                  | Li Fabin                      | 308 kg                        | Sergio Massidda               | 302 kg                        | Ding Hongjie                  | 301 kg                        |
| Pesi piuma — 67 kg (Dettagli)           |                               |                               |                               |                               |                               |                               |
| Strappo                                 | Chen Lijun                    | 153 kg                        | Eko Yuli Irawan               | 146 kg                        | Gor Sahakyan                  | 142 kg                        |
| Slancio                                 | Chen Lijun                    | 180 kg                        | Francisco Mosquera            | 176 kg                        | Lee Sang-yeon                 | 176 kg                        |
| Totale                                  | Chen Lijun                    | 333 kg                        | Eko Yuli Irawan               | 321 kg                        | Gor Sahakyan                  | 312 kg                        |
| Pesi leggeri — 73 kg (Dettagli)         |                               |                               |                               |                               |                               |                               |
| Strappo                                 | Wei Yinting                   | 157 kg                        | Weeraphon Wichuma             | 154 kg                        | Ritvars Suharevs              | 154 kg                        |
| Slancio                                 | Weeraphon Wichuma             | 195 kg                        | Bak Joo-hyo                   | 187 kg                        | Muhammed Furkan Özbek         | 187 kg                        |
| Totale                                  | Weeraphon Wichuma             | 349 kg                        | Wei Yinting                   | 337 kg                        | Muhammed Furkan Özbek         | 334 kg                        |
| Pesi medi — 81 kg (Dettagli)            |                               |                               |                               |                               |                               |                               |
| Strappo                                 | Mukhammadkodir Toshtemirov    | 164 kg                        | Oscar Reyes                   | 163 kg                        | Rafik Harutyunyan             | 162 kg                        |
| Slancio                                 | Rahmat Erwin Abdullah         | 209 kg                        | Božidar Andreev               | 195 kg                        | Gaýgysyz Töräýew              | 193 kg                        |
| Totale                                  | Oscar Reyes                   | 356 kg                        | Rahmat Erwin Abdullah         | 354 kg                        | Mukhammadkodir Toshtemirov    | 352 kg                        |
| Pesi massimi leggeri — 89 kg (Dettagli) |                               |                               |                               |                               |                               |                               |
| Strappo                                 | Andranik Karapetyan           | 175 kg                        | Marin Robu                    | 173 kg                        | Keydomar Vallenilla           | 171 kg                        |
| Slancio                                 | Mirmostafa Javadi             | 215 kg                        | Li Dayin                      | 213 kg                        | Keydomar Vallenilla           | 210 kg                        |
| Totale                                  | Mirmostafa Javadi             | 384 kg                        | Li Dayin                      | 383 kg                        | Keydomar Vallenilla           | 381 kg                        |
| Pesi mediomassimi — 96 kg (Dettagli)    |                               |                               |                               |                               |                               |                               |
| Strappo                                 | Qasim Al-Lami                 | 175 kg                        | Karim Abokahla                | 174 kg                        | Won Jong-beom                 | 172 kg                        |
| Slancio                                 | Karim Abokahla                | 213 kg                        | Won Jong-beom                 | 212 kg                        | Mahmoud Hassan                | 209 kg                        |
| Totale                                  | Karim Abokahla                | 387 kg                        | Won Jong-beom                 | 384 kg                        | Qasim Al-Lami                 | 379 kg                        |
| Pesi massimi primi — 102 kg (Dettagli)  |                               |                               |                               |                               |                               |                               |
| Strappo                                 | Jaŭhen Cichancoŭ              | 183 kg                        | Garik Karapetyan              | 183 kg                        | Jang Yeon-hak                 | 182 kg                        |
| Slancio                                 | Liu Huanhua                   | 224 kg                        | Fares El-Bakh                 | 218 kg                        | Jang Yeon-hak                 | 217 kg                        |
| Totale                                  | Liu Huanhua                   | 404 kg                        | Jang Yeon-hak                 | 399 kg                        | Jaŭhen Cichancoŭ              | 394 kg                        |
| Pesi massimi — 109 kg (Dettagli)        |                               |                               |                               |                               |                               |                               |
| Strappo                                 | Akbar Djuraev                 | 189 kg                        | Hristo Hristov                | 181 kg                        | Dadaş Dadaşbəyli              | 180 kg                        |
| Slancio                                 | Ruslan Nurudinov              | 227 kg                        | Akbar Djuraev                 | 226 kg                        | Dadaş Dadaşbəyli              | 223 kg                        |
| Totale                                  | Akbar Djuraev                 | 415 kg                        | Ruslan Nurudinov              | 407 kg                        | Dadaş Dadaşbəyli              | 403 kg                        |
| Pesi supermassimi — +109 kg (Dettagli)  |                               |                               |                               |                               |                               |                               |
| Strappo                                 | Lasha T'alakhadze             | 220 kg                        | Gor Minasyan                  | 213 kg                        | Varazdat Lalayan              | 212 kg                        |
| Slancio                                 | Lasha T'alakhadze             | 253 kg                        | Simon Martirosyan             | 250 kg                        | Ali Davoudi                   | 249 kg                        |
| Totale                                  | Lasha T'alakhadze             | 473 kg                        | Varazdat Lalayan              | 460 kg                        | Gor Minasyan                  | 459 kg                        |

### Categorie femminili
| Evento                                  | Oro                           | Oro                           | Argento                       | Argento                       | Bronzo                        | Bronzo                        |
| Pesi mosca — 45 kg (Dettagli)           | Pesi mosca — 45 kg (Dettagli) | Pesi mosca — 45 kg (Dettagli) | Pesi mosca — 45 kg (Dettagli) | Pesi mosca — 45 kg (Dettagli) | Pesi mosca — 45 kg (Dettagli) | Pesi mosca — 45 kg (Dettagli) |
| --------------------------------------- | ----------------------------- | ----------------------------- | ----------------------------- | ----------------------------- | ----------------------------- | ----------------------------- |
| Strappo                                 | Sirivimon Pramongkhol         | 78 kg                         | Rosina Randafiarison          | 77 kg                         | Cansu Bektaş                  | 75 kg                         |
| Slancio                                 | Sirivimon Pramongkhol         | 101 kg                        | Rosina Randafiarison          | 93 kg                         | Cansu Bektaş                  | 87 kg                         |
| Totale                                  | Sirivimon Pramongkhol         | 179 kg                        | Rosina Randafiarison          | 170 kg                        | Cansu Bektaş                  | 162 kg                        |
| Pesi gallo — 49 kg (Dettagli)           |                               |                               |                               |                               |                               |                               |
| Strappo                                 | Hou Zhihui                    | 95 kg                         | Jiang Huihua                  | 95 kg                         | Mihaela Cambei                | 90 kg                         |
| Slancio                                 | Jiang Huihua                  | 120 kg                        | Hou Zhihui                    | 116 kg                        | Jourdan Delacruz              | 112 kg                        |
| Totale                                  | Jiang Huihua                  | 215 kg                        | Hou Zhihui                    | 211 kg                        | Jourdan Delacruz              | 200 kg                        |
| Pesi piuma — 55 kg (Dettagli)           |                               |                               |                               |                               |                               |                               |
| Strappo                                 | Chen Guan-ling                | 91 kg                         | Rohelys Galvis                | 90 kg                         | Irene Borrego                 | 89 kg                         |
| Slancio                                 | Chen Guan-ling                | 112 kg                        | Rohelys Galvis                | 111 kg                        | Rosalba Morales               | 110 kg                        |
| Totale                                  | Chen Guan-ling                | 203 kg                        | Rohelys Galvis                | 201 kg                        | Irene Borrego                 | 199 kg                        |
| Pesi leggeri — 59 kg (Dettagli)         |                               |                               |                               |                               |                               |                               |
| Strappo                                 | Luo Shifang                   | 107 kg                        | Kamila Konotop                | 106 kg                        | Pei Xinyi                     | 102 kg                        |
| Slancio                                 | Luo Shifang                   | 136 kg                        | Kuo Hsing-chun                | 130 kg                        | Kamila Konotop                | 130 kg                        |
| Totale                                  | Luo Shifang                   | 243 kg                        | Kamila Konotop                | 236 kg                        | Pei Xinyi                     | 232 kg                        |
| Pesi medi — 64 kg (Dettagli)            |                               |                               |                               |                               |                               |                               |
| Strappo                                 | Natalia Llamosa               | 101 kg                        | Julieth Rodríguez             | 101 kg                        | Ruth Ayodele                  | 100 kg                        |
| Slancio                                 | Park Min-kyung                | 123 kg                        | Ruth Ayodele                  | 122 kg                        | Natalia Llamosa               | 122 kg                        |
| Totale                                  | Natalia Llamosa               | 223 kg                        | Ruth Ayodele                  | 222 kg                        | Park Min-kyung                | 220 kg                        |
| Pesi massimi leggeri — 71 kg (Dettagli) |                               |                               |                               |                               |                               |                               |
| Strappo                                 | Liao Guifang                  | 120 kg                        | Angie Palacios                | 117 kg                        | Olivia Reeves                 | 111 kg                        |
| Slancio                                 | Liao Guifang                  | 153 kg                        | Olivia Reeves                 | 142 kg                        | Angie Palacios                | 138 kg                        |
| Totale                                  | Liao Guifang                  | 273 kg                        | Angie Palacios                | 255 kg                        | Olivia Reeves                 | 253 kg                        |
| Pesi mediomassimi — 76 kg (Dettagli)    |                               |                               |                               |                               |                               |                               |
| Strappo                                 | Sara Ahmed                    | 108 kg                        | Kim Su-hyeon                  | 106 kg                        | Hellen Escobar                | 106 kg                        |
| Slancio                                 | Sara Ahmed                    | 138 kg                        | Hellen Escobar                | 136 kg                        | Bella Paredes                 | 135 kg                        |
| Totale                                  | Sara Ahmed                    | 246 kg                        | Hellen Escobar                | 242 kg                        | Bella Paredes                 | 240 kg                        |
| Pesi massimi primi — 81 kg (Dettagli)   |                               |                               |                               |                               |                               |                               |
| Strappo                                 | Wang Zhouyu                   | 122 kg                        | Liang Xiaomei                 | 122 kg                        | Neisi Dajomes                 | 115 kg                        |
| Slancio                                 | Liang Xiaomei                 | 159 kg                        | Wang Zhouyu                   | 155 kg                        | Eileen Cikamatana             | 146 kg                        |
| Totale                                  | Liang Xiaomei                 | 281 kg                        | Wang Zhouyu                   | 277 kg                        | Eileen Cikamatana             | 256 kg                        |
| Pesi massimi — 87 kg (Dettagli)         |                               |                               |                               |                               |                               |                               |
| Strappo                                 | Lo Ying-yuan                  | 112 kg                        | Jung A-ram                    | 107 kg                        | Anastasija Manjevs'ka         | 106 kg                        |
| Slancio                                 | Solfrid Koanda                | 156 kg                        | Yeinny Geles                  | 138 kg                        | Jung A-ram                    | 134 kg                        |
| Totale                                  | Lo Ying-yuan                  | 245 kg                        | Yeinny Geles                  | 244 kg                        | Jung A-ram                    | 241 kg                        |
| Pesi supermassimi — +87 kg (Dettagli)   |                               |                               |                               |                               |                               |                               |
| Strappo                                 | Park Hye-jeong                | 124 kg                        | Son Young-hee                 | 122 kg                        | Lisseth Ayovi                 | 121 kg                        |
| Slancio                                 | Park Hye-jeong                | 165 kg                        | Mary Theisen-Lappen           | 160 kg                        | Lisseth Ayovi                 | 155 kg                        |
| Totale                                  | Park Hye-jeong                | 289 kg                        | Mary Theisen-Lappen           | 277 kg                        | Lisseth Ayovi                 | 276 kg                        |

## Medagliere

### Grandi (totale)
Riferito al totale dell'esercizio.
| Posiz.              | Nazione                     | Oro | Argento | Bronzo | Totale |
| ------------------- | --------------------------- | --- | ------- | ------ | ------ |
| 1                   | Cina                        | 7   | 4       | 2      | 13     |
| 2                   | Thailandia                  | 2   | 0       | 1      | 3      |
| 3                   | Taipei cinese               | 2   | 0       | 0      | 1      |
| 3                   | Egitto                      | 2   | 0       | 0      | 2      |
| 5                   | Colombia                    | 1   | 3       | 0      | 4      |
| 6                   | Corea del Sud               | 1   | 2       | 2      | 5      |
| 7                   | Uzbekistan                  | 1   | 1       | 1      | 2      |
| 8                   | Italia                      | 1   | 1       | 0      | 2      |
| 8                   | Vietnam                     | 1   | 1       | 0      | 2      |
| 10                  | Georgia                     | 1   | 0       | 0      | 1      |
| 10                  | Iran                        | 1   | 0       | 0      | 1      |
| 12                  | Indonesia                   | 0   | 2       | 0      | 2      |
| 13                  | Ecuador                     | 0   | 1       | 2      | 3      |
| 13                  | Stati Uniti                 | 0   | 1       | 2      | 3      |
| 15                  | Armenia                     | 0   | 1       | 1      | 2      |
| 16                  | Madagascar                  | 0   | 1       | 0      | 1      |
| 16                  | Nigeria                     | 0   | 1       | 0      | 1      |
| 16                  | Ucraina                     | 0   | 1       | 0      | 1      |
| 19                  | Turchia                     | 0   | 0       | 2      | 2      |
| 20                  | Australia                   | 0   | 0       | 1      | 1      |
| 20                  | Azerbaigian                 | 0   | 0       | 1      | 1      |
| 20                  | Bahrein                     | 0   | 0       | 1      | 1      |
| 20                  | Iraq                        | 0   | 0       | 1      | 1      |
| 20                  | Messico                     | 0   | 0       | 1      | 1      |
| 20                  | Venezuela                   | 0   | 0       | 1      | 1      |
| –                   | Atleti Individuali Neutrali | 0   | 0       | 1      | 1      |
| Totale (25 nazioni) | Totale (25 nazioni)         | 20  | 20      | 20     | 60     |

### Grandi (totale) e Piccole (Strappo e Slancio)
Riferito al totale dell'esercizio e delle due specialità.
| Posiz.              | Nazione                     | Oro | Argento | Bronzo | Totale |
| ------------------- | --------------------------- | --- | ------- | ------ | ------ |
| 1                   | Cina                        | 20  | 10      | 3      | 33     |
| 2                   | Thailandia                  | 5   | 1       | 3      | 9      |
| 3                   | Egitto                      | 5   | 1       | 1      | 7      |
| 4                   | Taipei cinese               | 5   | 1       | 0      | 6      |
| 5                   | Corea del Sud               | 4   | 7       | 7      | 18     |
| 6                   | Uzbekistan                  | 4   | 2       | 1      | 7      |
| 7                   | Vietnam                     | 3   | 3       | 0      | 6      |
| 8                   | Georgia                     | 3   | 0       | 1      | 4      |
| 9                   | Colombia                    | 2   | 8       | 3      | 13     |
| 10                  | Iran                        | 2   | 0       | 1      | 3      |
| 11                  | Armenia                     | 1   | 4       | 4      | 9      |
| 12                  | Stati Uniti                 | 1   | 3       | 4      | 8      |
| 13                  | Indonesia                   | 1   | 3       | 0      | 4      |
| 13                  | Italia                      | 1   | 3       | 0      | 4      |
| 15                  | Iraq                        | 1   | 0       | 1      | 2      |
| –                   | Atleti Individuali Neutrali | 1   | 0       | 1      | 2      |
| 16                  | Norvegia                    | 1   | 0       | 0      | 1      |
| 17                  | Madagascar                  | 0   | 3       | 0      | 3      |
| 18                  | Ecuador                     | 0   | 2       | 7      | 9      |
| 19                  | Ucraina                     | 0   | 2       | 2      | 4      |
| 20                  | Nigeria                     | 0   | 2       | 1      | 3      |
| 21                  | Bulgaria                    | 0   | 2       | 0      | 2      |
| 22                  | Bahrein                     | 0   | 1       | 1      | 2      |
| 23                  | Moldavia                    | 0   | 1       | 0      | 1      |
| 23                  | Qatar                       | 0   | 1       | 0      | 1      |
| 25                  | Turchia                     | 0   | 0       | 5      | 5      |
| 26                  | Azerbaigian                 | 0   | 0       | 3      | 3      |
| 26                  | Venezuela                   | 0   | 0       | 3      | 3      |
| 28                  | Australia                   | 0   | 0       | 2      | 2      |
| 28                  | Messico                     | 0   | 0       | 2      | 2      |
| 30                  | Lettonia                    | 0   | 0       | 1      | 1      |
| 30                  | Malaysia                    | 0   | 0       | 1      | 1      |
| 30                  | Romania                     | 0   | 0       | 1      | 1      |
| 30                  | Turkmenistan                | 0   | 0       | 1      | 1      |
| Totale (33 nazioni) | Totale (33 nazioni)         | 60  | 60      | 60     | 180    |

## Classifica a squadre

### Sistema di punteggio
Il sistema di punteggio è basato sui punti distribuiti per l'esercizio totale e le due specialità in base allo schema adottato nel 1996:

### Categorie maschili
| Pos. | Squadra            | Punti |
| ---- | ------------------ | ----- |
| 1    | Armenia            | 522   |
| 2    | Cina               | 492   |
| 3    | Iran               | 458   |
| 4    | Colombia           | 440   |
| 5    | Uzbekistan         | 429   |
| 6    | Corea del Sud      | 399   |
| 7    | Georgia            | 390   |
| 8    | Thailandia         | 317   |
| 9    | Bulgaria           | 304   |
| 10   | Turkmenistan       | 299   |
| 11   | Indonesia          | 272   |
| 12   | Vietnam            | 249   |
| 13   | Kazakistan         | 239   |
| 14   | Arabia Saudita     | 231   |
| 15   | Iraq               | 220   |
| 16   | Spagna             | 204   |
| 17   | Messico            | 198   |
| 18   | Stati Uniti        | 189   |
| 19   | Venezuela          | 184   |
| 20   | Egitto             | 181   |
| 21   | Francia            | 175   |
| 22   | Germania           | 169   |
| 23   | Giappone           | 155   |
| 24   | Italia             | 144   |
| 25   | Canada             | 131   |
| 26   | Turchia            | 130   |
| 27   | Lettonia           | 125   |
| 28   | Albania            | 111   |
| 29   | Cuba               | 111   |
| 30   | Madagascar         | 106   |
| 31   | Malaysia           | 92    |
| 32   | Polonia            | 87    |
| 33   | Taipei cinese      | 84    |
| 34   | Rep. Ceca          | 83    |
| 35   | Samoa              | 80    |
| 36   | Bahrein            | 69    |
| 37   | Moldavia           | 69    |
| 38   | Azerbaigian        | 69    |
| 39   | Regno Unito        | 64    |
| 40   | Lituania           | 63    |
| 41   | Filippine          | 60    |
| 42   | Qatar              | 55    |
| 43   | Tunisia            | 55    |
| 44   | Ucraina            | 54    |
| 45   | Nuova Zelanda      | 49    |
| 46   | Estonia            | 47    |
| 47   | Mongolia           | 45    |
| 48   | Kiribati           | 41    |
| 49   | Austria            | 38    |
| 50   | Slovacchia         | 38    |
| 51   | Kirghizistan       | 38    |
| 52   | Nepal              | 36    |
| 53   | Nigeria            | 35    |
| 54   | Romania            | 34    |
| 55   | Algeria            | 33    |
| 56   | Perù               | 33    |
| 57   | Israele            | 33    |
| 58   | India              | 31    |
| 59   | Camerun            | 28    |
| 60   | Australia          | 27    |
| 61   | Brunei             | 27    |
| 62   | Kuwait             | 26    |
| 63   | Oman               | 24    |
| 64   | Ungheria           | 23    |
| 65   | Papua Nuova Guinea | 22    |
| 66   | Portogallo         | 22    |
| 67   | Ghana              | 21    |
| 68   | Guatemala          | 14    |
| 69   | Giamaica           | 12    |
| 70   | Giordania          | 10    |
| 71   | Cile               | 9     |
| 72   | Norvegia           | 9     |
| 73   | Grecia             | 7     |
| 74   | Serbia             | 7     |
| 75   | Kenya              | 7     |
| 76   | Rep. Dominicana    | 6     |
| 77   | Bangladesh         | 5     |
| 78   | Figi               | 5     |
| 79   | Marocco            | 4     |
| 80   | Libia              | 3     |
| 81   | Honduras           | 2     |
| 82   | Croazia            | 2     |

### Categorie femminili
| Pos. | Squadra                | Punti |
| ---- | ---------------------- | ----- |
| 1    | Colombia               | 619   |
| 2    | Stati Uniti            | 559   |
| 3    | Cina                   | 554   |
| 4    | Taipei cinese          | 520   |
| 5    | Corea del Sud          | 434   |
| 6    | Messico                | 368   |
| 7    | Ecuador                | 291   |
| 8    | Canada                 | 239   |
| 9    | Turchia                | 233   |
| 10   | Giappone               | 224   |
| 11   | Egitto                 | 214   |
| 12   | Indonesia              | 214   |
| 13   | Spagna                 | 204   |
| 14   | Filippine              | 202   |
| 15   | Armenia                | 200   |
| 16   | Nigeria                | 199   |
| 17   | Ucraina                | 198   |
| 18   | Uzbekistan             | 196   |
| 19   | Brasile                | 182   |
| 20   | Romania                | 181   |
| 21   | Venezuela              | 167   |
| 22   | Thailandia             | 163   |
| 23   | Paesi Bassi            | 117   |
| 24   | Slovacchia             | 116   |
| 25   | Rep. Dominicana        | 112   |
| 26   | Norvegia               | 105   |
| 27   | Polonia                | 103   |
| 28   | Madagascar             | 102   |
| 29   | Iran                   | 102   |
| 30   | Italia                 | 100   |
| 31   | Rep. Ceca              | 97    |
| 32   | Danimarca              | 96    |
| 33   | Australia              | 92    |
| 34   | IWF Refugee Team (WRT) | 87    |
| 35   | Francia                | 87    |
| 36   | Arabia Saudita         | 87    |
| 37   | Nuova Zelanda          | 83    |
| 38   | Regno Unito            | 82    |
| 39   | Kazakistan             | 75    |
| 40   | Perù                   | 63    |
| 41   | Vietnam                | 63    |
| 42   | Cile                   | 62    |
| 43   | Sri Lanka              | 59    |
| 44   | Samoa                  | 57    |
| 45   | Moldavia               | 52    |
| 46   | Mongolia               | 50    |
| 47   | Belgio                 | 49    |
| 48   | Lituania               | 46    |
| 49   | Ungheria               | 43    |
| 50   | Croazia                | 40    |
| 51   | Isole Salomone         | 39    |
| 52   | Vanuatu                | 37    |
| 53   | Finlandia              | 37    |
| 54   | Cuba                   | 35    |
| 55   | Guatemala              | 33    |
| 56   | Svizzera               | 32    |
| 57   | Turkmenistan           | 29    |
| 58   | Ghana                  | 26    |
| 59   | Brunei                 | 25    |
| 60   | Islanda                | 24    |
| 61   | Kuwait                 | 24    |
| 62   | Portogallo             | 22    |
| 63   | Irlanda                | 19    |
| 64   | Svezia                 | 17    |
| 65   | Porto Rico             | 17    |
| 66   | Grecia                 | 17    |
| 67   | Isole Marshall         | 17    |
| 68   | Libano                 | 16    |
| 69   | Germania               | 13    |
| 70   | Camerun                | 11    |
| 71   | Estonia                | 7     |
| 72   | Israele                | 7     |
| 73   | Malta                  | 3     |
| 74   | Bahrein                | 1     |
| 75   | Yemen                  | 1     |
| 76   | Nepal                  | 1     |